# Armadura (Keyser)
Armadura es una pintura al óleo realizada en probablemente el año 1926 por el artista Ragnhild Keyser (1889-1943), se encuentra en la colección del Museo Nacional de Arte, Arquitectura y Diseño de Oslo por el que fue adquirido en el año 1977 (Inv. NG.M.03145). Las dimensiones de la pintura son 109,5 x 50 centímetros.

## Análisis
Ragnhild Keyser fue uno de los pintores arte abstractos más importantes de la pintura nórdica en la década de 1920, aunque en sus principios se inclinó más hacia el movimiento cubista. Se había inspirado, entre otros artistas, de André Lhote y Fernand Léger en París, donde permaneció de 1920 a 1935. Realizó sus obras más importantes durante los años 1925-1927. A través de sus obras ha entrado en la historia del arte noruego del siglo XX.
Armadura está realizada con pintura en contraste energético entre el punto de color rojo con el blanco, con formas de estructuras y superficies que parecen expresar la era de la industria y la tecnología.